# Rikard Norling
Rikard Olof Norling (Stockholm, 4 juni 1971) is een voormalig Zweeds voetballer, die na zijn actieve loopbaan het trainersvak instapte. Hij speelde zelf als middenvelder voor IF Brommapojkarna. 
Norling leidde Malmö FF in 2013 naar de Zweedse landstitel, nadat hij acht jaar eerder met AIK Solna naar de hoogste afdeling was gepromoveerd. Op 27 november 2013 stapte hij op bij Malmö FF en trad hij dienst bij de Noorse club SK Brann. Met die club degradeerde Norling in het seizoen 2014 uit de Tippeligaen. Toen de matige resultaten aanhielden in de 1. divisjon ontsloeg de clubleiding hem op 27 mei 2015. Hij werd opgevolgd door de Noor Lars Nilsen. Bijna een jaar later, op 14 mei 2016, trad Norling in dienst bij de Zweedse club AIK Fotboll, waar hij Andreas Alm opvolgde.

## Erelijst

### Manager
AIK Solna
- Superettan

2005
 Malmö FF
- Allsvenskan

2013
- Supercupen

2013
2 Edh ·
3 Isherwood ·
4 Papagiannopoulos ·
5 Milošević  ·
6 Ellingsen ·
7 Salétros ·
8 Valakari ·
10 Celina ·
11 Guidetti ·
12 Björnström ·
15 Nordfeldt ·
16 Hansen ·
17 Thychosen ·
18 Ali ·
19 Beširović ·
20 Uddenäs ·
23 Janošević ·
24 Fanne ·
28 Pittas ·
30 Diawara ·
31 Gono ·
37 Faqa ·
43 Andersson ·
45 Ayari ·
47 Fesshaie ·
Coach: Thomassen
· Keeperstrainer: Stamatopoulos